# Low (album Testament)
Low – szósty album studyjny amerykańskiej grupy muzycznej Testament. Nagrania dotarły do 122. miejsca listy Billboard 200 w USA.

## Lista utworów
Opracowano na podstawie materiału źródłowego.
| Nr  | Tytuł utworu          | Długość |
| --- | --------------------- | ------- |
| 1.  | „Low”                 | 3:33    |
| 2.  | „Legions (In Hiding)” | 4:17    |
| 3.  | „Hail Mary”           | 3:32    |
| 4.  | „Trail of Tears”      | 6:06    |
| 5.  | „Shades of War”       | 4:44    |
| 6.  | „P.C.”                | 2:50    |
| 7.  | „Dog Faced Gods”      | 4:02    |
| 8.  | „All I Could Bleed”   | 3:37    |
| 9.  | „Urotsukidoji”        | 3:40    |
| 10. | „Chasing Fear”        | 4:56    |
| 11. | „Ride”                | 3:16    |
| 12. | „Last Call”           | 2:41    |
|     |                       | 47:14   |

## Twórcy
Opracowano na podstawie materiału źródłowego.
- Chuck Billy – śpiew
- Eric Peterson – gitara elektryczna
- James Murphy – gitara elektryczna
- Greg Christian – gitara basowa
- John Tempesta – perkusja